# Latuin de Séez
Latuin (Ve siècle), ou Lain ou Latrius, est considéré comme le premier évêque de Séez en Normandie.
Il est saint chrétien, fêté le 20 juin. 

## Histoire et tradition
Saint Latuin, l'envoyé du pape Boniface Ier, aurait bâti un oratoire à l'emplacement de l'édifice actuel vers la fin du IVe siècle. De fait, la chapelle est l'ancienne église paroissiale de Cléray mentionnée en 1093 dans le cartulaire de Saint-Martin de Séez.
Honoré comme le premier évêque de Sées, il connut les heures difficiles des pionniers : l'incrédulité et la persécution. Il connut le martyr en 440.
La tradition a transmis que Latuin, retiré dans son ermitage, guérissait les paralytiques, les sourds et les maladies de peau. L'épouse du gouverneur de Sées en tomba amoureuse, et mourut folle de se voir repousser.
Latuin est vénéré dans divers endroits : Batilly, Canapville, Bailleul, etc., à Belfonds existe une fontaine où les malades venaient se plonger, en laissant ensuite les linges qui leur avaient servi à s'essuyer accrochés à la grille qui l'entoure. 

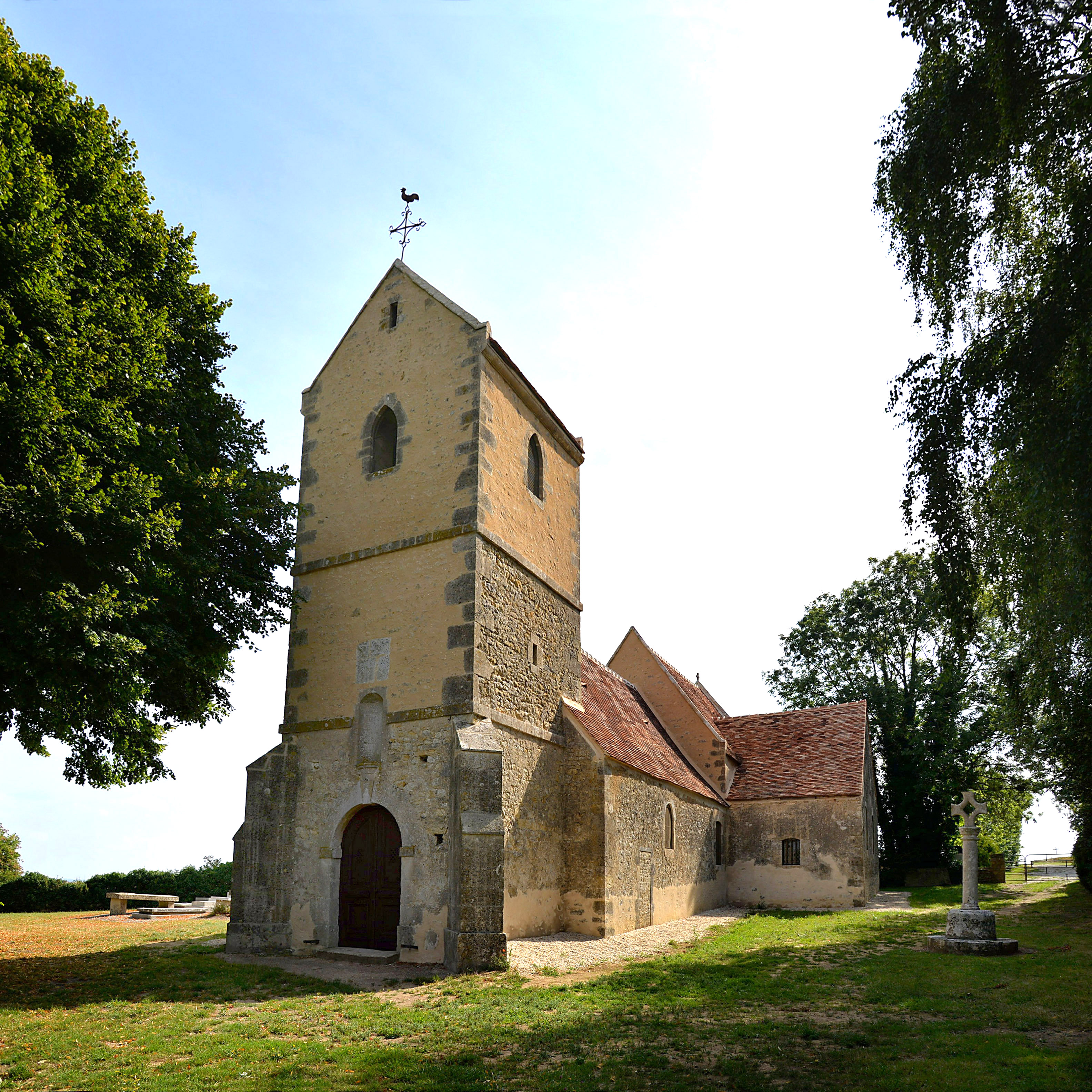
Église Saint-Latuin de Belfonds (Cléray).